# Herreruela de Oropesa
Herreruela de Oropesa település Spanyolországban, Toledo tartományban. Herreruela de Oropesa Oropesa, Lagartera, Torrico, Caleruela és Calzada de Oropesa községekkel határos. Lakosainak száma 328 fő (2024).

## Népesség
A település népessége az utóbbi években az alábbiak szerint változott:
| Lakosok száma | 422  | 474  | 471  | 447  | 454  | 380  | 357  | 333  | 304  | 328  |
|               | 2001 | 2004 | 2007 | 2009 | 2012 | 2014 | 2017 | 2019 | 2022 | 2024 |